# Stazione di Magione
Stazione di Magione vasútállomás Olaszországban, Magione településen.

## Vasútvonalak
Az állomást az alábbi vasútvonalak érintik:
- Foligno-Terontola-vasútvonal

## Kapcsolódó állomások
A vasútállomáshoz az alábbi állomások vannak a legközelebb:
- Stazione di Torricella
- Stazione di Ellera-Corciano